# Crescenzio da Jesi
Crescenzio Grizi da Jesi (Jesi, ... – 1263) è stato un religioso italiano.
Fu ministro generale dell'Ordine dei frati minori dal 1244 al 1247.

## Biografia
Nativo di Jesi fu eletto ministro generale dal capitolo generale del suo Ordine. Avversario della corrente più rigorista dell'Ordine francescano (quella che in seguito si sarebbe riconosciuta nel movimento degli Spirituali), fu deposto nel 1247 dalla sua carica di ministro generale, a favore di Giovanni da Parma, più vicino alla corrente rigorista.
Come ministro generale avviò una ricerca sistematica di materiale documentario su Francesco d'Assisi e l'inizio della storia francescana. Commissionò, inoltre, la Vita Secunda di Tommaso da Celano.